# Gimme Some Neck
Gimme Some Neck — третий сольный студийный альбом английского музыканта Ронни Вуда (гитариста The Rolling Stones), выпущенный 20 апреля 1979 года. Он стал небольшим хитом и лучшим на сегодняшний день его сольным появлением в американских чартах, заняв 45-е место в Billboard за 13 недель пребывания в чартах. В оформлении альбома использованы иллюстрации, нарисованные Вудом, с автопортретом в центре лицевой стороны.
Для тура по США в поддержку альбома Вуд сформировал группу New Barbarians с музыкантами, включая Кит Ричардса, Иэна Маклэгана и Бобби Киза, которые приняли участие в записи. Концерт в Ландовере из этого тура был записан и выпущен под названием Buried Alive: Live in Maryland в 2006 году.

## Отзывы
| Оценки критиков                    | Оценки критиков |
| Источник                           | Оценка          |
| ---------------------------------- | --------------- |
| AllMusic                           | [ 1 ]           |
| Christgau's Record Guide           | B−              |
| MusicHound Rock                    | [ 4 ]           |
| The New Rolling Stone Record Guide | [ 5 ]           |

Альбом получил смешанные отзывы музыкальных критиков и интернет-изданий.
Уильям Рулманн из AllMusic отметил, что «Вуд возглавляет пикап-группу, в которую на разных отрезках входят коллеги по Rolling Stones Чарли Уоттс, Мик Джаггер и Кит Ричардс, а также Мик Флитвуд, Дэйв Мэйсон и другие известные личности. Изюминкой альбома является тогда ещё не изданная песня Боба Дилана „Seven Days“, где грубый голос Вуда звучит очень похоже на самого мистера Ди».
Newsday написал, что «здесь нет ни одного первоклассного рок-н-ролла… песни — это в основном безвкусный наполнитель».

## Список композиций
Все треки написаны Ронни Вудом, кроме ниже указанных.
Первая сторона
1. «Worry No More» (Джерри Линн Уильямс) — 2:34
2. «Breakin' My Heart» — 4:17
3. «Delia» (Народная) — 0:42
4. «Buried Alive» — 3:37
5. «Come to Realise» — 3:52
6. «Infekshun» — 4:03

Вторая сторона
1. «Seven Days» (Боб Дилан) — 4:10
2. «We All Get Old» — 4:09
3. «F.U.C. Her» — 3:15
4. «Lost and Lonely» — 4:14
5. «Don’t Worry» — 3:26

## Чарты
| Чарт (1979)                   | Позиция |
| ----------------------------- | ------- |
| Австралия (Kent Music Report) | 91      |